# Vetrino, Varna
Vetrino (în bulgară Ветрино) este un sat în comuna Vetrino, regiunea Varna,  Bulgaria. 

## Demografie
Componența etnică a satului Vetrino
     Turci (1,12%)
     Bulgari (82,67%)
     Nicio identificare (15,81%)
     Altele (0,37%)
La recensământul din 2011, populația satului Vetrino era de 1.062 locuitori. Din punct de vedere etnic, majoritatea locuitorilor (82,67%) erau bulgari, cu o minoritate de turci (1,12%). Pentru 15,81% din locuitori nu este cunoscută apartenența etnică.